# Vrigstads församling
Vrigstads församling var en församling i Växjö stift och Sävsjö kommun. Församlingen uppgick 2006 i Vrigstad-Hylletofta församling.
Församlingskyrka var Vrigstads kyrka.

## Administrativ historik
Församlingen har medeltida ursprung.
Församlingen utgjorde till 1279 ett eget pastorat, för att därefter till 1570 vara annexförsamling i pastoratet Nydala och Vrigstad, från 6 januari 1570 till 1981 moderförsamling i pastoratet Vrigstad, Svenarum och Nydalala som 1962 utökades med Hylletofta församling. Från 1981 var församlingen moderförsamling i pastoratet Vrigstad och Hylletofta. Församlingen uppgick 2006 i Vrigstad-Hylletofta församling.
Församlingskod var 068403.